# Епископ горњокарловачки Герасим
Герасим (световно Зоран Поповић; Горње Липље, код Теслића, 15. фебруар 1972) епископ је горњокарловачки и члан Светог архијерејског синода СПЦ и Патријаршијског управног одбора СПЦ

## Биографија
Епископ Герасим (Зоран Поповић) рођен је 15. фебруара 1972. у Горњем Липљу код Теслића. Завршио је Богословију Св. Три Јерарха у манастиру Крки (1993), а потом Московску духовну академију (1998).
Дана 15. децембра 1990. у манастиру Крка замонашио га је митрополит дабробосански г. Николај (Мрђа). У чин ђакона рукоположен је на Светог архангела Михаила (1991) у манастиру Крка, а у чин јеромонаха рукоположио га је митрополит загребачко-љубљански г. Јован (Павловић), дана 5. октобра 1998. године у Шибенику. Исте године постављен је за намјесника манастира Крка.
На манастирску славу Светог Архангела (2003) епископ далматински г. Фотије (Сладојевић) одликује га чином архимандрита. Као старјешина манастира залагао се за обнову богословије у којој је и предавао од њеног обнављања (2001).

## Епископ
Свети архијерејски сабор га је изабрао за епископа горњокарловачког дана 19. маја 2004.
25. јула исте године у Српском Православном манастиру Гомирију у Републици Хрватској хиротонисан за епископа горњокарловачког. Хиротонију је извршио патријарх српски Павле у манастиру Гомирје уз саслужење: архиепископа охридског и митрополита скопског Јована, архиепископа цетињског и митрополита црногорско-приморског Амфилохија, митрополита загребачко-љубљанског Јована, митрополита дабробосанског Николаја, митрополита пловдивског Николаја (Бугарска православна црква), епископа сремског Василија, епископа бачког Иринеја, епископа бихаћко-петровачког Хризостома, епископа осјечкопољског и барањског Лукијана, епископа средњоевропског Константина, епископа врањског Пахомија, епископа западноевропског Луке, епископа шумадијског Јована, епископа славонског Саве, епископа далматинског Фотија, епископа будимљанско-никшићког Јоаникија, епископа западноамеричког Максима, епископа јегарског Порфирија, епископа умировљеног захумско-херцеговачког и приморског Атанасија.